# District de Taiping
Pour les articles homonymes, voir Taiping.
Le district de Taiping (太平区 ; pinyin : Tàipíng Qū) est une subdivision administrative de la province du Liaoning en Chine. Il est placé sous la juridiction de la ville-préfecture de Fuxin.